# 数据约束模型
数据约束模型（英語：Data-constrained modelling，DCM）是由澳大利亚联邦科学与工业研究组织的杨玉双博士提出并领头开发的一种材料三维微观结构表征和模拟方法。

## 外部連結
- 官方網站 （页面存档备份，存于）
- 数据约束模型软件 （页面存档备份，存于）
- CSIRO-Data-Access-Portal下载 （页面存档备份，存于）